# Rio Dăneasa (Cibin)
O Rio Dăneasa é um rio da Romênia, afluente do Surdu, localizado no distrito de Sibiu.